# Mackay Stadium
O Mackay Stadium é um estádio localizado em Reno, Nevada, Estados Unidos, possui capacidade total para 30.000 pessoas, é a casa do time de futebol americano universitário Nevada Wolf Pack football da Universidade de Nevada (Reno). O estádio foi inaugurado em 1966.